# Lis Hartelová
Lis Hartelová, rozená Holstová (14. března 1921 Kodaň – 12. února 2009 Fredensborg), byla dánská reprezentantka v drezuře koní, dvojnásobná olympijská medailistka. 
Jezdectví se začala věnovat spolu se sestrou, zpočátku ji trénovala matka a pak se připravovala pod vedením Gunnara Andersena. Ve věku třiadvaceti let onemocněla dětskou obrnou, po níž ochrnula od kolen dolů a k nasedání na koně potřebovala asistenci. Přesto se dokázala vrátit k závodění a v roce 1947 se stala vicemistryní Skandinávie. 
Na Letních olympijských hrách 1952 byl poprvé dovoleno startovat v jezdeckých soutěžích civilistům i ženám. Hartelová na koni Jubilee skončila v drezuře druhá za Švédem Henrim Saint Cyrem a jako první žena získala olympijskou medaili v individuální smíšené soutěži. V roce 1954 vyhrála neoficiální mistrovství světa v drezuře. Na olympiádě 1956 ve Stockholmu druhé místo mezi jednotlivci obhájila a v soutěži družstev přispěla k pátému místu Dánska. Sedmkrát se stala mistryní Dánska v jezdectví (1943, 1944, 1952, 1953, 1954, 1956 a 1959). 
Po ukončení sportovní kariéry se věnovala hipoterapii zdravotně postižených a založila vlastní dobročinnou nadaci. V roce 2005 byla zařazena mezi deset nejlepších dánských sportovců všech dob.